# 鷲與鷹
《鷲與鷹》（英語：The Great Waldo Pepper）是1975年的美国電影，描述美國特技螺旋槳飛機飛行員Waldo Pepper的事蹟，由當時美國著名小生罗伯特·雷德福飾演。